# アイスランドにおける禁酒法
アイスランドにおける禁酒法 （アイスランドにおけるきんしゅほう）は、1915年に発効したアルコール飲料を禁止するアイスランドの法律。当初はすべてのアルコール飲料が禁止されていたが、1922年にワインが解禁され、1935年にビール（アルコール度数2.25パーセント以上）を除くすべての酒類が合法となった。ただし、他の酒を禁止した国の例と同様に、禁酒法の施行下でもアルコール飲料の密輸が横行していた。
アルシング（アイスランド議会）において強硬にビールを拒んでいたのは、農村地帯出身の議員や伝統的な社会主義政党であった。ビールは思春期の青年を特に誘惑しやすいからというのが彼らの主張の主な根拠であった。対するビール解禁派は、よりアルコール度数が高い酒が解禁されているのに、それより弱いビールを禁止するというのは法律として異常だと主張していた。酒類の規制が緩和されるにつれて、アイスランド人の酒類消費量は増加していった。最終的に、ビール規制も1989年3月1日には廃止された。そのため、アイスランドでは3月1日が「ビールの日」とされている。

## 歴史
20世紀初頭のアイスランドでは、ビールなどのアルコール飲料に対する風当たりが強くなった。その中心にあったのは、周辺諸国と同様に勃興した、道徳的観点から酒類を忌避する禁酒運動であった。また政治的なアイスランド独立運動が起こり始めたのも、ビール忌避が広まった一因であった。宗主国デンマークでは当時、一人当たりのビール消費量がアイスランド人の8倍に上っており、アイスランド人はビールをデンマーク人のライフスタイルの象徴のように捉えていた。そのためビールは「選ぶべき愛国的飲料ではない」とされるようになっていたのである。
アイスランドが自治権を獲得した4年後の1908年に行われた国民投票で、60.1パーセントがアルコール飲料の禁止に賛成した。当時のアイスランドには醸造所が無く、酒類は投票権を持っていなかった女性も、アルコール禁止を支持した。当時のアイスランドには醸造所がなく、小売業者が在庫を処分するための猶予期間を経て、その結果、アイスランドでは1915年1月1日から全面的な禁酒法が発効した。しかしその裏では、密輸や自家醸造による違法な酒の生産・流通が絶えなかった。アルシング（アイスランド議会）でも、自家醸造が公然と行われている問題がたびたび議論の的となった。また医師が薬と称して酒を処方するようになり、「神経が悪ければワインを、心臓が悪ければコニャックを」患者に提供したという（ただしビールが薬とされることは無かった）。またアイスランドへ酒を輸出したい外国からの圧力もあった。スペインとポルトガルは、自国のワイン輸出をアイスランドが承認しなければ、アイスランドの主力輸出品である塩漬けタラの輸入を停止すると脅迫してきた。その結果、アルシングは1921年に両国からの赤ワインおよびロゼワイン輸入を合法化した。アイスランド人の間でも禁酒法に対する支持が弱まり、1933年の国民投票で57.7パーセントが酒類の解禁を支持するに至った。
しかしビールに限っては、アルコール度数2.25パーセントを上回るものが禁止され続けた。なお一般的なフル・ストレングス・ビールのアルコール度数は4-5パーセント程度である。ただし、こうした禁令をかいくぐったビール密輸入や自家醸造も横行していた。また、合法でよりアルコール度数が高い合法な蒸留酒ブレンニヴィーンをビールに加えて規制を回避しようとする者もいた。歴史家のウンナル・イングヴァルソンは、このカクテルについて「面白く、まったくもって不愉快」な味だったと述べている。
1979年、アイスランドの実業家ダヴィード・シェヴィング・トルステインソンが帰国時にビールをアイスランドへ持ち込もうとした。ビールは押収されたものの、ダヴィードは航空関係者や外国人観光客が免税店でビールを買うのを認められているのと同じ権利を認めるべきだと主張し、罰金の支払いを拒否した。裁判でダヴィードは敗訴したものの、この事件が報道されたことでアイスランド内でも酒類規制への関心が高まり、法改正でアイスランド人も外国のビールを6リットル(12.2パイント)まで国内に持ち込めることになった。
1988年、アルシングで2.25パーセント以上のビールも合法とする法案が可決された。これにより、ビールに対する規制も1989年3月1日をもって廃止された。

## ビールの日
アイスランドでは、禁酒法が廃止された3月1日を「ビールの日」として祝う人々もいる。ビールの解禁がアイスランド文化に与えた影響は大きく、ビールはアイスランドで最も人気があるアルコール飲料となっている。